# Базельська програма
Базельська програма — перша офіційна програма Всесвітньої сіоністської організації. Ухвалена на І Сіоністському конгресі у 1897 у місті Базель. Базельська програма сформулювала ціль сіоністського руху:

Сіонізм прагне створити для єврейського народу юридично забезпечений дім у Палестині. Для досягнення цієї цілі рекомендує:
1. Сприяння поселенню у Палестині євреїв-землевласників, ремісників та робітників.
2. Організацію та об'єднання всього єврейства за допомогою місцевих та міжнародних установ відповідно до законів кожної країни.
3. Зміцнення та розвиток єврейського національного почуття і національної самосвідомості.
4. Попередні заходи для отримання дозволів урядів на здійснення цілей сіонізму.

Оригінальний текст (івр.)
הציונות שואפת להקים לעם היהודי מולדת חוקית בארץ ישראל. לשם השגת מטרה זו שוקל הקונגרס את הצעדים הבאים:
קידום ענייני של התיישבותם בפלשתינה של חקלאים, פועלים ובעלי מלאכה יהודים.
ארגונה וריכוזה של היהדות כולה באמצעות אירועים וגופים מתאימים, מקומיים וכלליים, לפי חוקי כל מדינה.
חיזוק תחושת הלאום והמודעות הלאומית של היהודים.
צעדים מכינים לשם השגת הסכמת הממשלות אשר דרושות לשם השגת מטרת הציונות.

Базельська програма впродовж півстоліття лишалась базовою ідеологічною платформою сіоністського руху.